# Porina peregrina
Porina peregrina är en lavart som beskrevs av Tretiach & P. M. McCarthy. Porina peregrina ingår i släktet Porina och familjen Porinaceae.   Inga underarter finns listade i Catalogue of Life.